# Elisabeth von Romanow-Bodnarovicz-Conte
Elisabeth Josefine von Bodnarovicz-Conte Romanow (* 24. Februar 1949 in Wien; † 23. Mai 2022 in Neuss) war eine österreichisch-italienische Schauspielerin und Schauspiellehrerin.

## Leben und Wirken
Sie war die Tochter des Regisseurs Siegfried Alexander von Bodnarovicz (ursprünglich Romanow).
Ihre Schauspielausbildung absolvierte sie 1969 in der Schauspielschule in Wien, weiterhin besuchte sie 1977 die Schauspielschule Scuola attori Mario Guzzo, Marina Schiano und Cinecittà Roma.
Sie nahm 1980 Theaterunterricht bei der österreichischen Kammerschauspielerin Vilma Degischer. In ihrer Laufbahn hat die gebürtige Wienerin, die in den 1990er Jahren nach Deutschland zog, um das Radio NE-WS 89.4 aufzubauen, unterschiedliche Rollen gespielt. Ihre Bandbreite reichte von der Putzfrau bis zur englischen Lady, von der Wahrsagerin bis zur OP-Schwester, von der Alzheimer- oder Parkinsonkranken bis zur Bäuerin, alten Hexe oder schicken Sekretärin. Auch in größeren Filmen mit Schauspielerkollegen wie Armin Rohde und Regisseuren wie Margarethe von Trotta wirkte sie mit.
2017 war sie im YouTube-Video Julien sucht Frau von Julien Bam zu sehen.

## Filmografie (Auswahl)
- 1994 Stadtklinik (Fernsehserie)
- 1997 Parkhotel Stern (Fernsehserie)
- 1998–2005 Lindenstraße (Fernsehserie)
- 1999–2002 Die Harald Schmidt Show (diverse Sketche)
- 1999 Switch (Fernsehserie)
- 2011 Hannah Arendt
- 2012 Systemfehler – Wenn Inge tanzt
- 2013 Tek Ümit – Einzige Hoffnung
- 2013 Heartbeat (Musikvideo)
- 2013 Scheingeld (aka. Der Geldschein) (Kurzspielfilm)
- 2013 SOKO Köln (Fernsehserie)
- 2014 Wartezimmer (Kurzspielfilm)
- 2014 Mord mit Aussicht (Fernsehserie)
- 2014 Play-Back (Kurzspielfilm)
- 2015 Menschen (Kurzspielfilm)
- 2015 Ricola (Werbefilm)
- 2016 Kato (Kurzfilm)
- 2016 Viral Spot – Der perfekte Urlaub
- 2018 True Story
- 2018 Freundinnen – Jetzt erst recht